# Acanthagrion tepuiense
Acanthagrion tepuiense är en trollsländeart som beskrevs av De Marmels 1985. Acanthagrion tepuiense ingår i släktet Acanthagrion och familjen dammflicksländor. IUCN kategoriserar arten globalt som livskraftig. Inga underarter finns listade i Catalogue of Life.